# 岐阜県中部地震
岐阜県中部地震（ぎふけんちゅうぶじしん）は、1969年（昭和44年）9月9日14時15分頃、岐阜県郡上郡奥明方村を震央として発生した地震。美濃中部地震・奥美濃地震ともいう。

## 概要
震央は北緯35度47分、東経137度4分の岐阜県郡上郡奥明方村で震源の深さ0km、地震の規模はM6.6。地震発生当日の現地調査では震源断層は発見されなかったが、余震分布を基にした東京大学地震研究所の地質移動観測班による調査の結果、震源断層とされるN25°W の走向と80°Wの傾斜をもつ長さ17kmの左ずれ断層が発見され、「畑佐断層」と命名されている。

### 被害
山崩れ、崖崩れにより死者1名、負傷者10名、全壊家屋1戸、半壊家屋52戸を出した。また郡上八幡城の石垣が崩れ、天守閣の一部が破損し、大和村立北小学校の校舎が傾き、使用不可能となった。
家屋の被害は岐阜県郡上郡の長良川上流東岸に集中した。奥明方村畑佐の被害が顕著で、多くの民家でタンスやテレビの転倒や石垣や土蔵の土壁の崩壊があったほか神社の鳥居や狛犬の転倒、墓石の転倒が相次いだ。
被害の特徴として、木造家屋の倒壊が少なく石垣や道路に被害が集中したことがあげられる。東京大学地震研究所の伯野元彦によれば、被害地域の木造家屋は瓦葺きが多く柱や梁は太いものを使用していること、筋違いを入れている家屋はほとんどなかったことから藁葺き家屋に比べ頭の部分が軽く耐震的な構造となったと指摘されている。最も多くの被害を出した構造物は石垣であり、この地震に対し石垣構造が弱かったことを示している。
道路の被害は石垣に次いで多い。主な被害は道路の亀裂と崩壊や落石による通行止めで、平地部の道路の被害はほとんどなく盛り土部分に被害が集中していた。

### 各地の震度
直下型地震であったため、震源地周辺は激しく揺れた。現地調査の結果、郡上郡の明方村と和良村、益田郡の馬瀬村と金山町、萩原町で震度5を記録した。揺れは中部地方西部を中心に、東は東北地方南部、西は中国地方東部、四国地方北部までの広い範囲で観測された。
気象庁で観測された震度は次の通りである。
| 震度 | 都道府県 | 観測所                               |
| ---- | -------- | ------------------------------------ |
| 5    | 長野県   | 三岳村                               |
| 4    | 長野県   | 飯田                                 |
| 4    | 福井県   | 福井                                 |
| 4    | 静岡県   | 佐久間通報所                         |
| 4    | 愛知県   | 名古屋                               |
| 4    | 三重県   | 津                                   |
| 4    | 大阪府   | 大阪                                 |
| 3    | 長野県   | 長野・諏訪・三峰川通報所・平岡通報所 |
| 3    | 福井県   | 敦賀                                 |
| 3    | 静岡県   | 三島・浜松                           |
| 3    | 三重県   | 四日市・上野                         |
| 3    | 東京都   | 東京                                 |
| 3    | 富山県   | 富山                                 |
| 3    | 石川県   | 輪島                                 |
| 3    | 山梨県   | 甲府・河口湖                         |
| 3    | 岐阜県   | 高山・岐阜                           |
| 3    | 滋賀県   | 彦根                                 |
| 3    | 京都府   | 京都                                 |
| 3    | 兵庫県   | 豊岡・神戸                           |
| 3    | 奈良県   | 奈良                                 |

## 他の地震との関連
吉田明夫、青木元らの研究によれば、1948年の福井地震(M7.1)、1961年の北美濃地震(M7.0)、1984年の長野県西部地震(M6.8)と続いた一連の地震との関連性が指摘されている。